# Акицушима (бронепалубен крайцер, 1892)
Акицушима (на японски: 秋津洲) е бронепалубен крайцер на Императорските ВМС на Япония. Взема участие в Китайско-японската война, Руско-японската война и Първата световна война.
Името на крайцера произлиза от наименованието на Япония в древния историко-митологически трактат Коджики („Записки за древните дела“).

## Конструкция
Крайцерът „Акицушима“ е поръчан в рамките на бюджета за 1889 финансова година. Първоначално се предлага да се построи като четвърти крайцер на типа „Мацушима“. Но съмнителната ефективност на корабите от този тип, а също и противодействието на „пробританското“ военноморско лоби води до избор за прототип американския крайцер „Балтимор“, проектиран от конструктора на британската компания „Армстронг“ Уилям Уайт. Строителството на кораба се води от Морския арсенал в Йокосука, по британските чертежи и с вносни материали.
Като цяло корабът се оценява като неуспешен, с лоша мореходност, значително бордово люлеене и ненадеждна силова установка.

### Корпус
Корпусът на крайцера е стоманен, с двойно дъно, разделен на водонепроницаеми прегради.

### Артилерийско въоръжение
Главният калибър на крайцера са четири 152-mm скорострелни оръдия с разделно зареждане система „Армстронг“ с дължина на ствола 40 калибра. Максималната далечина на стрелбата им е до 9100 m, максималната скорострелност 5 – 7 изстрела в минута. Оръдията са поставени в спонсони на горната палуба, две в носа по двете страни на фокмачтата, другите две – в кърмата зад гротмачтата.
Артилерията на средния калибър се състои от шест 120 mm скорострелни оръдия с разделно зареждане система „Армстронг“ с дължина на ствола 40 калибра. Максималната далечина на стрелбата им е до 9000 m, максималната скорострелност до 12 изстрела в минута. Четири оръдия са в спонсони на горната палуба по две на борд между фок и грот мачтата, още по едно оръдие е поставено на полубака и полуюта.
Десет47-mm скорострелни оръдия „Хочкис“ са монтирани: по две под полубака и полуюта, по две на носовия и кърмовия мостик и две на горната палуба по едно на всеки борд до грот мачтата. Максималната далечина на стрелбата им е до 6000 m, максималната скорострелност до 20 изстрела в минута.
На марсовете на мачтите на крайцера са поставени по две четиристволни еднодюймови (25,4 mm) картечници „Норденфелд“.

### Минно въоръжение
На „Акицушима“ има поставени четири 356-mm бордови надводни торпедни апарата.

### Брониране
Жизненоважните механизми, котлите, машините и погребите за боезаприпаси са защитени от карапасна (черупковидна) бронирана палуба по цялата дължина на кораба, с дебелина от 25 mm по плоската част и 76 mm на скосовете. 152-mm оръдия са прикрити от 114-mm щитове. Цялата броня е „Харви“ тип.

### Силова установка
Две парни машини с тройно разширение с вертикални цилиндри. Мощността на машините е 8400 к.с. Парата се изработва от шест цилиндрични котела. Нормалният запас въглища е 500 t, пълният – 800 t.

## История на службата

### Японо-китайска война
Още до официалното начало на бойните действия, на 25 юли 1894 г., „Акицушима“, под командването на бъдещия адмирал Хиконодзе Камимура, в състава на „Летящия отряд“ на адмирал К. Цубоя взема участие в боя с китайския крайцер „Цзиюан“ и канонерската лодка „Гуан Ши“ в Асанския залив. В хода на боя „Акицушима“ пленява дървения китайски кораб „Цаоцзян“, конвоиращ транспорта „Гаошен“ с китайски войски на борда.
На 17 септември 1894 г. „Акицушима“ участва в сражението при река Ялу. В крайцера попадат няколко китайски снаряда, загубите сред екипажа са 5 убити (в т.ч. един офицер) и 10 ранени.
В състава на „Летящия отряд“, крайцерът взема участие в обсадата на Уейхай. С артилерийски огън оказва поддръжка на действията на сухопътните войски по превземането на фортовете на крепостта. При отблъскването на опита на китайските миноносци за преминаване на блокадата на крепостта, на крайцера са ранени два матроса.
В 1895 г. „Акицушима“ участва в превземането на Пескадорските острови и остров Тайван, в т.ч. на 13 октомври 1895 г. участва в бомбардировката на фортовете на Такао.

### Междуенен период
Март 1898 г. „Акицушима“ е прекласифициран на бронепалубен крайцер 3-ти ранг.
На 9 май 1898 г., в хода на испано-американската война, крайцерът служи като стационар в Манила, за подсигуряване на защитата на японците, живеещи във Филипините.
В 1900 г. в хода на потушаването на въстанието на ихетуаните „Акицушима“ съпровожда транспорти с японски войски, прехвърляни в Китай.
Малко преди началото на руско-японската война за увеличаване на устойчивостта от крайцера са свалени две от 120-mm оръдия.

### Руско-японска война
Преди началото на войната крайцерът „Акицушима“ влиза в състава на 6-ти боен отряд на 3-та ескадра на Съединения флот, специално сформиран за наблюдение на Корейския пролив и действия против Владивостокския отряд крайцери. От 6 февруари 1904 г. крайцерът в състава на своя отряд пристъпва към стражева служба, базиран в залива Такесики (на острова Цушима). На 18 февруари 1904 г. крайцерът, в състава на своя отряд, по заповед на началника на Морския генерален щаб адмирал Ито, пристига в Шанхай за принуждаване към разоръжение или унищожаване на канонерската лодка „Манджур“. На 26 февруари 6-ти боен отряд се насочва към Корейския пролив, а крайцерът „Акицушима“ е оставен в Шанхай за наблюдение над руския кораб. На 30 март канонерската лодка „Манджур“ завършва разоръжаването си и на 31 март „Акицушима“ се насова към Корейския пролив, където се присъединява към своя отряд и впоследствие взема участие в блокадата на Порт Артур.
На 15 май 1904 г. „Акицушима“, в състава на своя отряд, прикрива отхода на броненосеца „Яшима“, който заедно с броненосеца „Хацусе“ се натъкват на мините, поставени до Порт Артур, от минния заградител „Амур“.
На 16 май крайцерът участва в спасяването на екипажа на канонерската лодка „Ошима“, таранирана в мъглата от канонерската лодка „Акаши“.
От 7 до 11 юни в състава на своя отряд крайцерът „Акицушима“ действа в Бохайския (Печилийския) залив, оказвайки поддръжка на 2-ра японска армия откъм морето.
На 23 юни „Акицушима“ участва в боя с руската ескадра под Порт Артур.
На 25 юли в състава на сборен отряд кораби, „Акицушима“ отново излиза в Бохайския залив, за да подкрепи действията на 3-та японска армия на генерал Маресуке Ноги, щурмуваща Порт Артур. На 26 юли крайцерът участва в престрелка с руските кораби „Баян“, „Асколд“ и „Новик“.
В хода на боя в Жълто море „Акицушима“, в състава на своя отряд, опитва да задържи крайцера „Асколд“, но не успява да го догони. Към края на деня „Акицушима“, поради неизправност в машината, временно се отделя от своя отряд, опитващ се да преследва руските кораби.
След това крайцерът, в състава на 6-ти боен отряд, продължава да участва в блокадата на Порт Артур.
На 27 май 1905 г. в Цушимското сражение крайцерът „Акицушима“ участва в боя с руските крайцери „Олег“, „Аврора“ и „Жемчуг“. В хода на боя на крайцера „Акицушима“ са ранени два матроса.
През юни 1905 г. „Акицушима“, в състава на „Северната ескадра“, участва в подсигуряването на десанта на първия ешелон на японските войски на Сахалин.

### Между двете войни
През ноември 1905 г. „Акицушима“ е посетен от командирите на крайцерите на Владивостокския отряд „Россия“, „Громобой“ и „Богатир“. Руските офицери отбелязват наличието на японския крайцер на заряден тренажор за тренировки на екипажа за бързина и автоматизация на навиците за зареждане на оръдията. На руските кораби такива тренажори стават задължителна принадлежност вече след войната.
1912 г. „Акицушима“ е прекласифициран на кораб на бреговата отбрана от 2-ри ранг.
На 7 юли 1913 г. в Порт Артур членовете на екипажа на крайцера участват в тържественото погребение на останките на контраадмирал Михаил Павлович Молас и останките на още пет офицера, извадени от японците 1910 – 1913 г. от броненосеца „Петропавловск“. При това матросите на „Акицушима“ и войниците на местните артилерийски части теглят артилерийските лафети, на които са поставени ковчезите, при транспортирането на останките от гарата до гробището на Порт Артур. При лафетите има три офицера на крайцера.
В 1914 г. за подобряване на устойчивостта от кораба са демонтирани всички 47-mm оръдия и два торпедни апарата.

### Първа световна война
С началото на Първата световна война „Акицушима“ в състава на 4-та дивизия (крайцери и канонерски лодки) на 2-ра ескадра на Съединения флот участва в обсадата на Циндао.

### Край на службата
През 1921 г. корабът е изваден от бойния състав на флота и преправен на плаваща база за подводници. На 10 януари 1927 г. „Акицушима“ е предаден за скрап.

## Галерея
- Крайцерът „Акицушима“ на пощенска картичка от 1905 г.
- „Акицушима“
- „Акицушима“, 1897 г.